# Millerieae
Millerieae Lindl., 1829 è una tribù di piante spermatofite dicotiledoni appartenenti alla famiglia Asteraceae (sottofamiglia Asteroideae).

## Etimologia
Il nome della tribù deriva dal genere Milleria  L., 1753   (sottotribù Milleriinae Benth., 1873) il cui nome è stato dato in ricordo di Philip Miller (1691–1771), curatore del "Chelsea Physic Garden" e autore del trattato "The Gardener's Dictionary (1731)". ed è stato proposto per la prima volta dal botanico inglese John Lindley (1799-1865) nella pubblicazione "Encyclopaedia of Plants, An - 1074" del 1829.

## Descrizione
Le specie di questa tribù hanno un habitus erbaceo annuale o perenne, arbustivo o sono alberi; alcune specie sono di tipo rosulato. Le piante possono essere da cospicuamente a densamente ghiadolose, in alcuni casi sono viscose.
Le foglie normalmente lungo il caule sono disposte in modo opposto, sono picciolate o sessili; in alcuni casi la base della foglia è allargata o a forma un cappuccio attorno al ramo (Espeletiinae). La forma della lamina è da lineare a ovata, talvolta suborbicolare. I margini sono interi o da dentati a variamente lacerati o anche pettinati. La superficie delle foglie può essere triplinervata, con venature pennate o pentanervate, raramente uninervate.
Le infiorescenze sono composte da capolini terminali (a volte su cime scapose), o ascellari in aperte o raccolte formazioni panicolate o corimbose. I capolini sono radiati o discoidi, raramente disciformi. I capolini normalmente sono formati da un involucro a forma da cilindrico a spiraleggiante o emisferico o campanulato, composto da diverse squame (o brattee) disposte in modo embricato su 1 - 5 serie, al cui interno un ricettacolo fa da base ai fiori di due tipi: quelli esterni del raggio e quelli più interni del disco. Le squame a volte sono dimorfiche, altrimenti sono subuguali o scalate in altezza; raramente le serie esterne sono formate da squame ampiamente deltate o valvate (a volte racchiudono completamente il capolino in via di sviluppo); la superficie può essere da moderatamente a densamente pubescente; talvolta le serie più interne sono fuse in un unico sviluppo con gli acheni dei fiori del raggio (Melampodiinae). Il ricettacolo ha una forma da convessa a conica (raramente è piatto); è provvisto in modo completo o parzialmente di pagliette (raramente è senza pagliette) a protezione della base dei fiori; le pagliette sono da piatte a carenate, raramente a forma di cappuccio.
Formula fiorale: per queste piante viene indicata la seguente formula fiorale:
* K 0/5, C (5), A (5), G (2), infero, achenio
I fiori sono tetraciclici (a cinque verticilli: calice – corolla – androceo – gineceo) e pentameri (ogni verticillo ha 5 elementi).  I fiori del raggio ligulati sono femminili, raramente non sono fertili; possono essere disposti su più serie  (Espeletiinae); le corolle raramente sono bilabiate, oppure con lobi molto corti o mancanti; gli apici in genere sono trilobati. I fiori del disco del tipo tubuloso, pentameri (raramente sono tetrameri), sono ermafroditi e fertili o funzionalmente maschili; sono actinomorfi o raramente (quelli più periferici) sono zigomorfi con tre lunghi lobi in posizione abassiale; le gole sono gradualmente affusolate o improvvisamente si aprono alla fine del tubo; le superfici possono essere pubescenti per tricomi ghiandolari. Il calice è ridotto ad una coroncina di squame.
L'androceo è formato da 5 stami con filamenti liberi e antere saldate in un manicotto circondante lo stilo. Le antere sono colorate da giallo a marrone; le appendici sono da lanceolate a ovate, qualche volta sono spiraleggianti con o senza tricomi ghiandolari; raramente sono fortemente sclerificate. L'endotecio è formato da quadrate a oblughe o isodiametriche cellule con 1 - 5 ispessimenti polari (talvolta gli ispessimenti sono radiali); raramente gli ispessimenti circondano tutte le cellule.
Il gineceo ha un ovario uniloculare infero formato da due carpelli.. Lo stilo è unico e con due stigmi nella parte apicale. Gli stigmi dei fiori del disco sono del tutto o parzialmente fusi assieme, mentre le superfici stigmatiche sono raramente fuse assieme. Le appendici sono da mancanti a prominenti.
I frutti sono degli acheni con pappo. La forma degli acheni dei fiori del raggio sono essenzialmente simili a quelli dei fiori del disco ad eccezione che talvolta sono variamente racchiusi dalle squame più interne o dalle pagliette del ricettacolo; la forma è obcompressa e da ampiamente ovata a suborbicolare, talvolta sono incurvati, altrimenti sono da obconici a obpiramidali (talvolta a sezione quadrata); la superficie è nera, raramente con protuberanze basali di elaisomi (Guardiola), oppure è striata o glabra o densamente pubescente. Gli acheni dei fiori del disco hanno forme da obconiche a obpiramidali, talvolta sono incurvati con sezioni da quadrate o rotonde (raramente ovali), gli angoli sono affusolati o debolmente spigolosi; la superficie è nera e da glabra a densamente pubescente. Il pappo può essere assente o variamente formato da scaglie minute o acuminate oppure da setole piumose di uguale o ineguale lunghezza; il pappo può essere caduco.

## Biologia
- Impollinazione: l'impollinazione avviene tramite insetti (impollinazione entomogama).
- Riproduzione: la fecondazione avviene fondamentalmente tramite l'impollinazione dei fiori (vedi sopra).
- Dispersione: i semi cadendo a terra (dopo essere stati trasportati per alcuni metri dal vento per merito del pappo, se presente – disseminazione anemocora) sono successivamente dispersi soprattutto da insetti tipo formiche (disseminazione mirmecoria).

## Tassonomia
La famiglia di appartenenza della tribù (Asteraceae o Compositae, nomen conservandum) è la più numerosa del mondo vegetale e comprende oltre 23000 specie distribuite su 1535 generi (22750 specie e 1530 generi secondo altre fonti). La sottofamiglia (Asteroideae) è una delle 12 sottofamiglie nella quale è stata suddivisa la famiglia Asteraceae, mentre Millerieae è una delle 21 tribù della sottofamiglia. La tribù Millerieae a sua volta è suddivisa in 8 sottotribù.

### Filogenesi

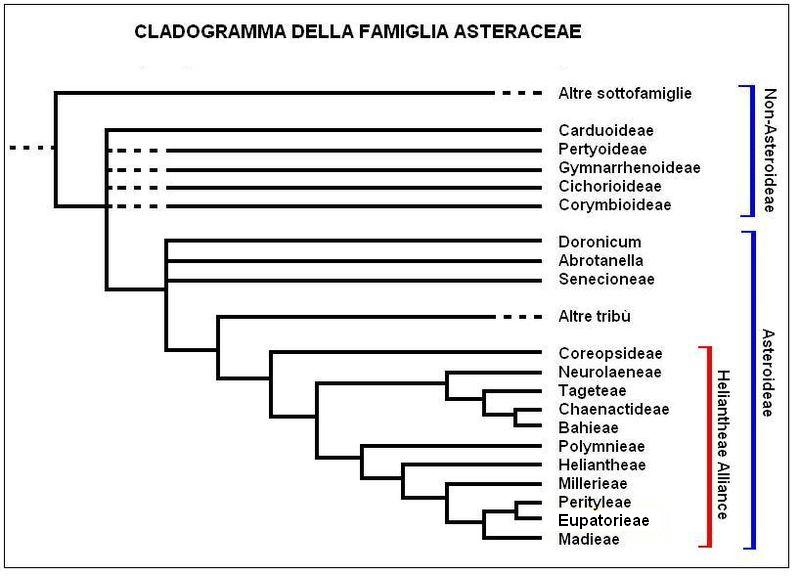
Cladogramma Heliantheae Alliance

Questa tribù è stata ricostruita recentemente includendo diversi generi descritti da vari autori (come Robinson 1981 e altri) nelle sottotribù Desmanthodiinae, Espeletiinae, Galinsoginae, Guardiolinae, Melampodiinae e Milleriinae descritte tradizionalmente nella tribù Heliantheae. La circoscrizione attuale è basata soprattutto dalle analisi di tipo filogenetico sul DNA dei cloroplasti delle varie specie di questo gruppo e includono due nuovi gruppi (Panero, 2005): Dyscritothamninae con 5 generi e Jaegeriinae (monogenere). Da un punto di vista cladistico la tribù contiene 5 lignaggi principali:
- (1) Dyscritothamninae;
- (2) Galinsoginae, Jaegeriinae e Desmanthodiinae;
- (3) Guardiolinae;
- (4) Milleriinae (inclusa Espeletiinae);
- (5) Melampodiinae.

All'interno della grande famiglia delle Asteraceae, da un punto di vista filogenetico, la tribù Millerieae fa parte del gruppo Heliantheae Alliance; che a sua volta fa parte della sottofamiglia Asteroideae (una delle due grandi divisioni della famiglia – l'altra è il “supergruppo” Non-Asteroideae contenente il resto delle undici sottofamiglie). Rispetto alle altre tribù della sottofamiglia (Asteroideae), Millerieae è “gruppo fratello” delle tribù Madieae, Perytileae e Eupatorieae, queste a sua volta collettivamente sono “gruppo fratello” alla tribù Heliantheae e quindi del resto del gruppo "Heliantheae Alliance". Il cladogramma a lato illustra i rapporti filogenetici tra le varie tribù di tale raggruppamento.

Il gruppo “Heliantheae Alliance” si distingue soprattutto per le brattee involucrali disposte su 1 – 3 serie, per le teche delle antere che sono spesso annerite e senza speroni e code, per la presenza di peli sotto la divisione dello stilo, per i rami dello stilo (gli stigmi) s'incurvano a maturità e per le appendici dello stilo che sono solitamente più corte della porzione stigmatica (tranne in Eupatoriaea). Questo gruppo viene anche definito Phytomelanic cipsela e forma un clade caratterizzato dalla presenza nella cipsela di uno strato di fitomelanina.

Delle varie sottotribù delle Millerieae, Guardiolinae è inclusa provvisoriamente in questo gruppo sulla base di considerazioni per lo più storiche, inoltre la delimitazione in gruppi monofiletici a livello di sottotribù è ancora provvisoria in quanto si basa unicamente sui risultati delle analisi del DNA dei cloroplasti (altre analisi, sempre di tipo filogenetico, sui nuclei dei ribosomi presentano delle incongruenze rispetto a quelle sui cloroplasti).
I caratteri distintivi della tribù sono:
- disposizione opposta delle foglie lungo il caule;
- presenza di erbe ghiandolose;
- pagliette del ricettacolo scariose;
- acheni con forme subaffusolate;
- pappo (se presente) formato da scaglie o setole disposte radialmente sul collo dell'achenio;
- corolle dei fiori del raggio trilobate;

### Composizione della tribù
La tribù comprende 8 sottotribù, 34 generi e circa 400 specie.

#### Sottotribù Desmanthodiinae
Comprende 1 genere e 8 specie:
- Desmanthodium Benth., 1872  (8 spp.)

#### Sottotribù Dyscritothamninae
Comprende 5 generi e circa 43 specie:
- Bebbia  Greene, 1885  (2 spp.)
- Cymophora  B.L. Rob., 1907  (4 - 5 spp.)
- Dyscritothamnus  B.L. Rob., 1922  (2 spp.)
- Tetragonotheca  L., 1753  (4 spp.)
- Tridax  L., 1753  (30 spp.)

#### Sottotribù Espeletiinae
Comprende 3 generi e 91 specie:
- Carramboa  Cuatrec., 1976  (5 spp.)
- Espeletia  Mutis ex Humb. & Bonpl., 1808  (85 spp.)
- Tamananthus  V.M. Badillo, 1985  (1 sp.)

#### Sottotribù Galinsoginae
Comprende 9 generi e circa 87 specie:
- Alepidocline  S.F. Blake, 1934  (5 spp)
- Alloispermum  Willd., 1807  (circa 15 spp.)
- Aphanactis  Wedd., 1856  (13 spp.)
- Faxonia  Brandegee, 1894  (1 sp.)
- Galinsoga  Ruiz. & Pav., 1794  (15 spp.)
- Oteiza  La Llave, 1832  (4 spp.)
- Sabazia  Cass., 1827  (17 spp.)
- Schistocarpha  Less., 1831  (16 spp.)
- Selloa  Kunth, 1818  (1 sp. )

#### Sottotribù Guardiolinae
Comprende 1 genere e 14 specie:
- Guardiola Cerv. ex Humb. & Bonpl., 1807 (spp. 10)

#### Sottotribù Jaegeriinae
Comprende 1 genere e 11 specie:
- Jaegeria  Kunth, 1818 (11 spp.)

#### Sottotribù Melampodiinae
Comprende 3 generi e circa 50 specie.
- Acanthospermum  Schrank, 1820  (5/6 spp.)
- Lecocarpus  Decne, 1846  (3 spp.)
- Melampodium  L., 1753  (40 spp.)

#### Sottotribù Milleriinae
Comprende 11 generi e circa 80 specie:
- Axiniphyllum  Benth., 1872  (5 spp.)
- Guizotia  Cass., 1829  (6 spp.)
- Ichthyothere  Mart., 1830  (20 spp.)
- Micractis  DC., 1836  (4 spp.)
- Milleria  L., 1753  (2 spp.)
- Rumfordia  DC., 1836  (7/8 spp.)
- Sigesbeckia   L., 1753  (8 spp.)
- Smallanthus   Mack., 1933  (20 spp.)
- Stachycephalum Sch. Bip. ex Benth., 1872  (3 spp.)
- Trigonospermum Less., 1832  (4 spp.)
- Unxia L. f., 1781  (3 spp.)

### Chiave per le sottotribù
Per meglio comprendere ed individuare le varie sottotribù l'elenco seguente utilizza il sistema delle chiavi analitiche:

- Gruppo 1A: le foglie lungo il caule sono disposte in modo alternato ed hanno la base espansa o più comunemente formata a cappuccio attorno al ramo; i fiori del raggio sono fertili;

sottotribù Espeletiinae.
- Gruppo 1B: le foglie lungo il caule sono disposte in modo opposto, se sono disposte in modo alternato allora le foglie non sono a cappuccio e non sono neppure allargate alla base e i fiori del raggio sono neutri (non fertili);

- Gruppo 2A: i filamenti delle antere sono pubescenti;

sottotribù Guardiolinae.
- Gruppo 2B: i filamenti delle antere sono privi di tricomi;

- Gruppo 3A: la serie interna delle squame del ricettacolo si sviluppa ed è fusa assieme agli acheni formando un concettacolo con spine, verruche o barbe di vario tipo;

sottotribù Melampodiinae.
- Gruppo 3B: le squame non sono fuse con gli acheni e raramente circondano strettamente un achenio formando una struttura simile al perigino;

- Gruppo 4A: gli acheni dei fiori del raggio sono strettamente racchiusi in una struttura simile al periginio;

sottotribù Desmanthodiinae: i fiori del disco sono funzionalmente maschili; gli acheni dei fiori del raggio (a forma tubulosa) sono racchiusi in una struttura simile al periginio.
sottotribù Jaegeriinae: i fiori del disco sono fertili; gli acheni dei fiori del raggio sono strettamente rinchiusi dalle ali o dai lembi ialini delle squame più interne.
- Gruppo 4B: gli acheni dei fiori del raggio non sono racchiusi dalle squame più interne dell'involucro;

- Gruppo 5A:  le squame dell'involucro sono dimorfiche; gli acheni sono glabri e privi di pappo;

sottotribù Milleriinae.
- Gruppo 5B: le squame dell'involucro non sono dimorfiche, eventualmente sono subuguali o scalate in altezza; gli acheni sono da glabri a densamente pubescenti, con o senza pappo;

sottotribù Dyscritothamninae: il pappo è vario, ma per lo più è formato da capillari o setole piumose persistenti di uguale lunghezza oppure da piccole scaglie (in questo caso l'achenio ha una sezione quadrata e i capolini sono formati da 4 ampie squame, oppure le corolle sono colorate di bianco o le corolle dei fiori del raggio sono bilabiate).
sottotribù Galinsoginae: il pappo è vario, ma per lo più è caduco, se è persistente allora è formato da setole capillari o scaglie, se formato da setole queste hanno tutte una lunghezza uguale e gli acheni dei fiori del raggio sono privi di pappo, se formato da scaglie allora gli acheni dei fiori del raggio sono racchiusi dalle squame più interne assieme ai fiori del raggio e 2 - 3 pagliette adiacenti del ricettacolo.

## Distribuzione e habitat
La distribuzione delle specie di questo gruppo è prevalentemente in America Centrale (Messico) e nella parte settentrionale delle Ande. Alcune specie si trovano nelle zone tropicali del Vecchio Mondo (Africa e Asia). Alcune specie di Espeletiinae sono caratteristiche del Páramo delle aree settentrionali a quote elevate del Sud America. Nella tabella sottostante è indicata la distribuzione specifica per ogni sottotribù.
| Tribù             | Distribuzione                                                                  |
| ----------------- | ------------------------------------------------------------------------------ |
| Desmanthodiinae   | Messico, in America Centrale e nella parte settentrionale dell'America del Sud |
| Dyscritothamninae | USA, Messico e Venezuela                                                       |
| Espeletiinae      | Venezuela, Colombia e Ecuador                                                  |
| Galinsoginae      | America centrale, Sud America e Zone neotropicali                              |
| Guardiolinae      | USA e Messico                                                                  |
| Jaegeriinae       | Messico e Sud America                                                          |
| Melampodiinae     | Isole Galapagos e Zone neotropicali                                            |
| Milleriinae       | America (centrale e del sud), Africa orientale e India                         |

## Alcune specie

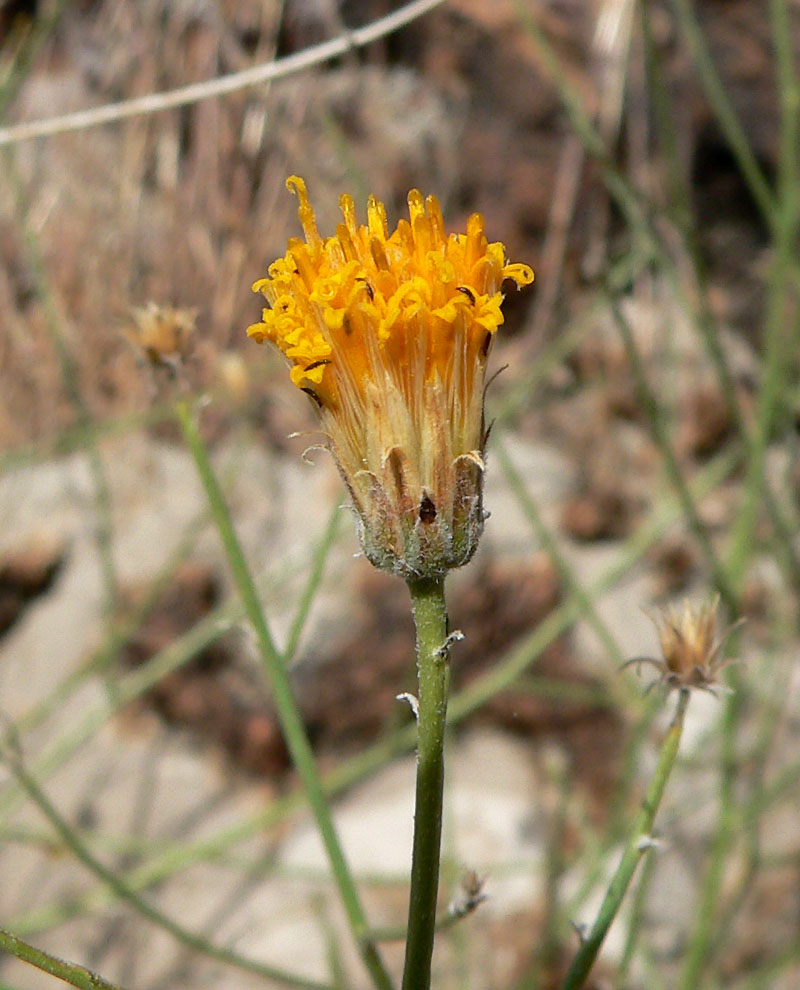
Bebbia juncea (Sottotribù Dyscritothamninae)
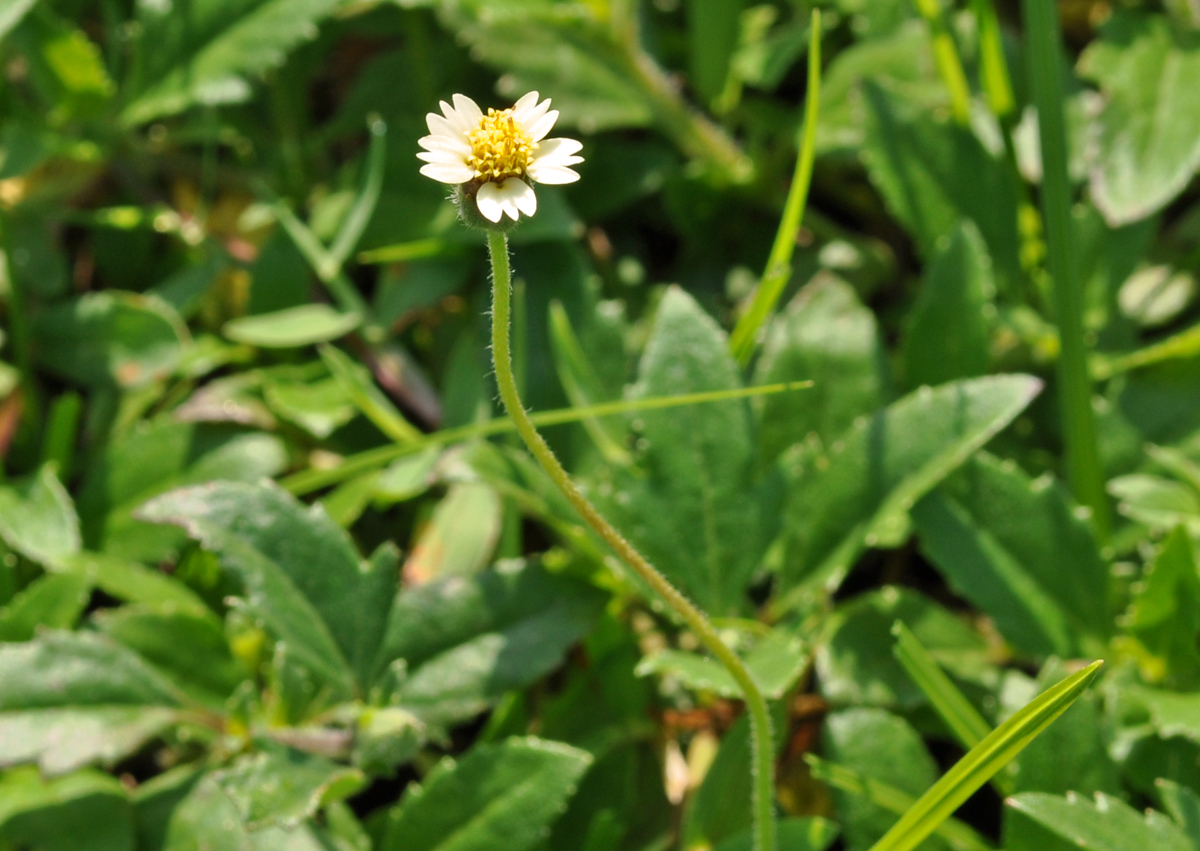
Tridax procumbens (Sottotribù Dyscritothamninae)
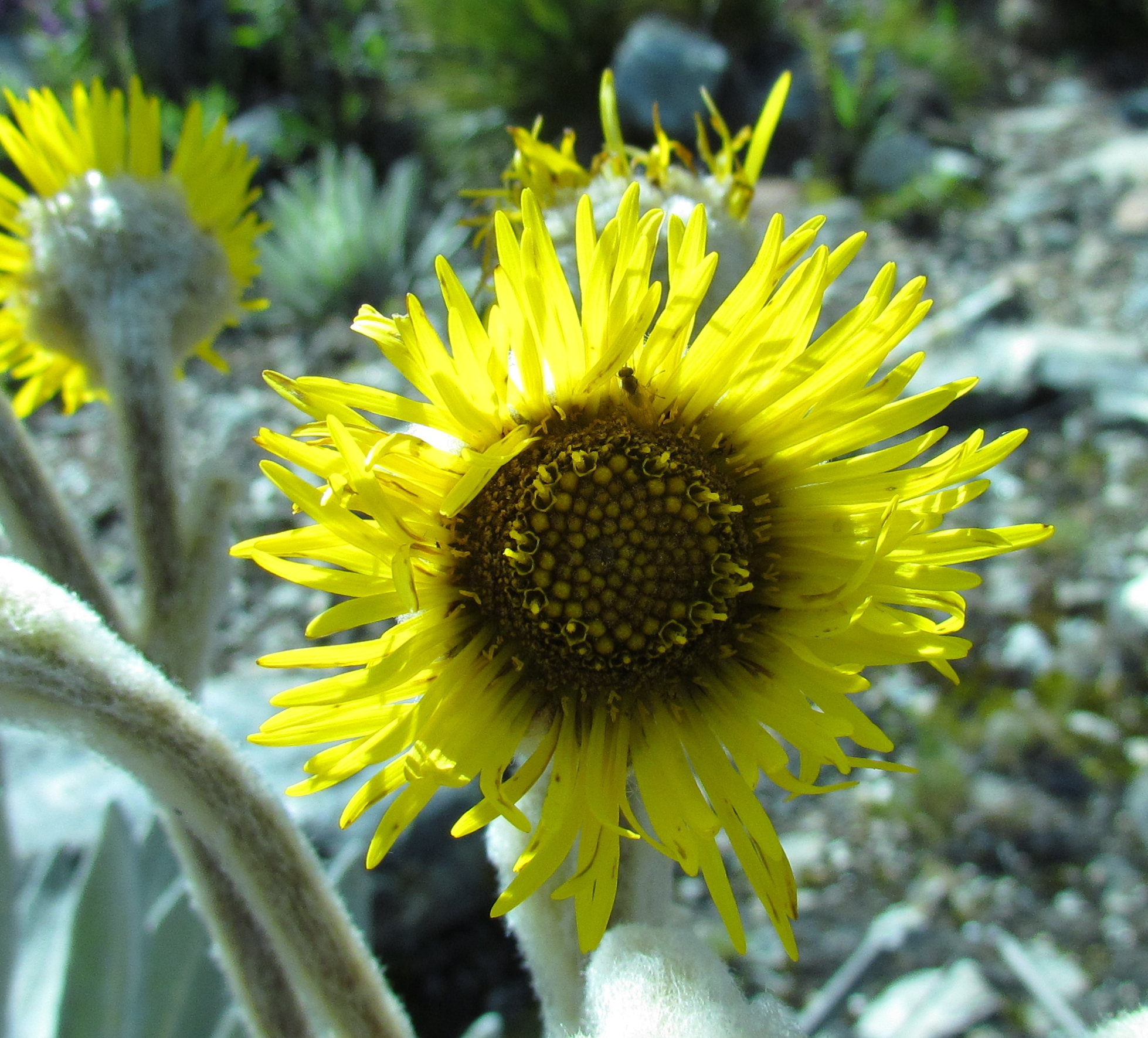
Espeletia grandiflora (Sottotribù Espeletiinae)
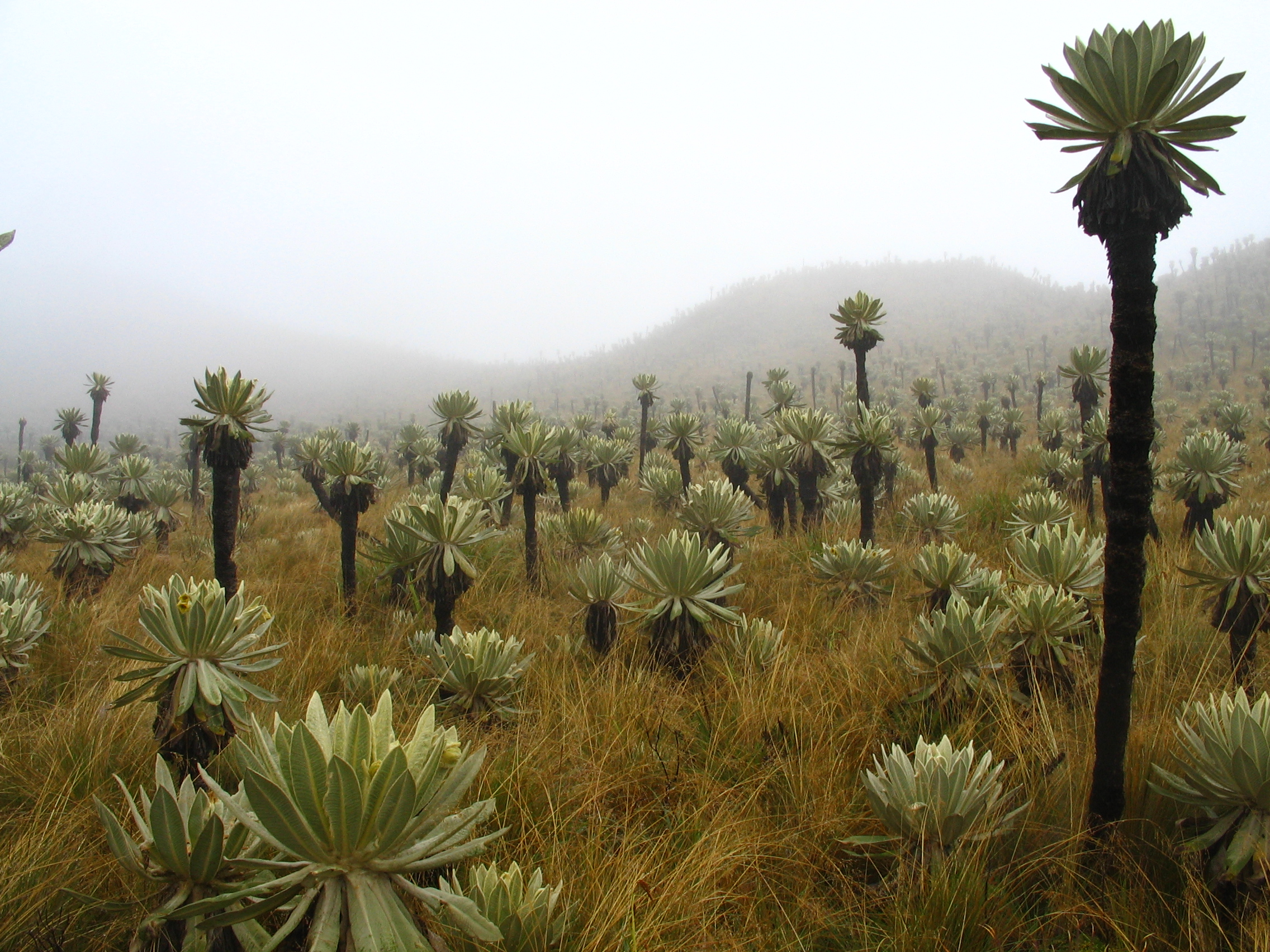
Espeletia pycnophylla (Sottotribù Espeletiinae)
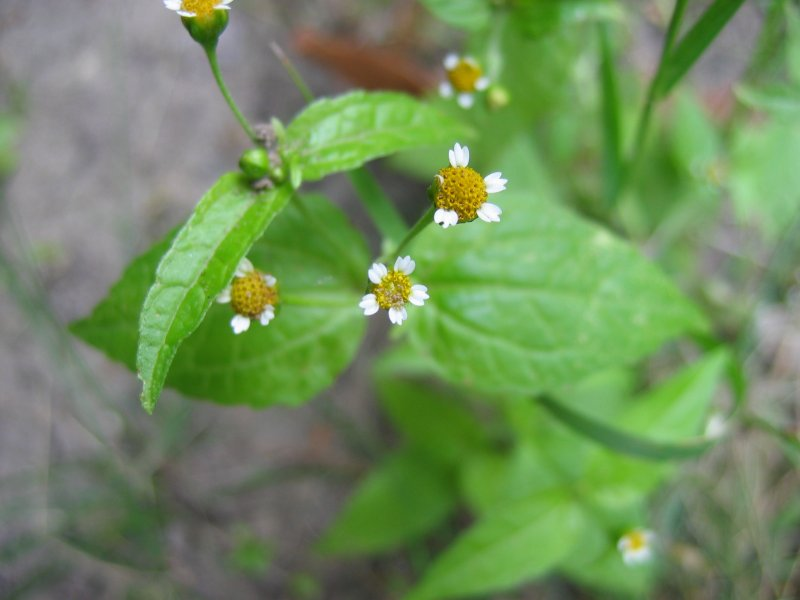
Galinsoga parviflora (Sottotribù Galinsoginae)
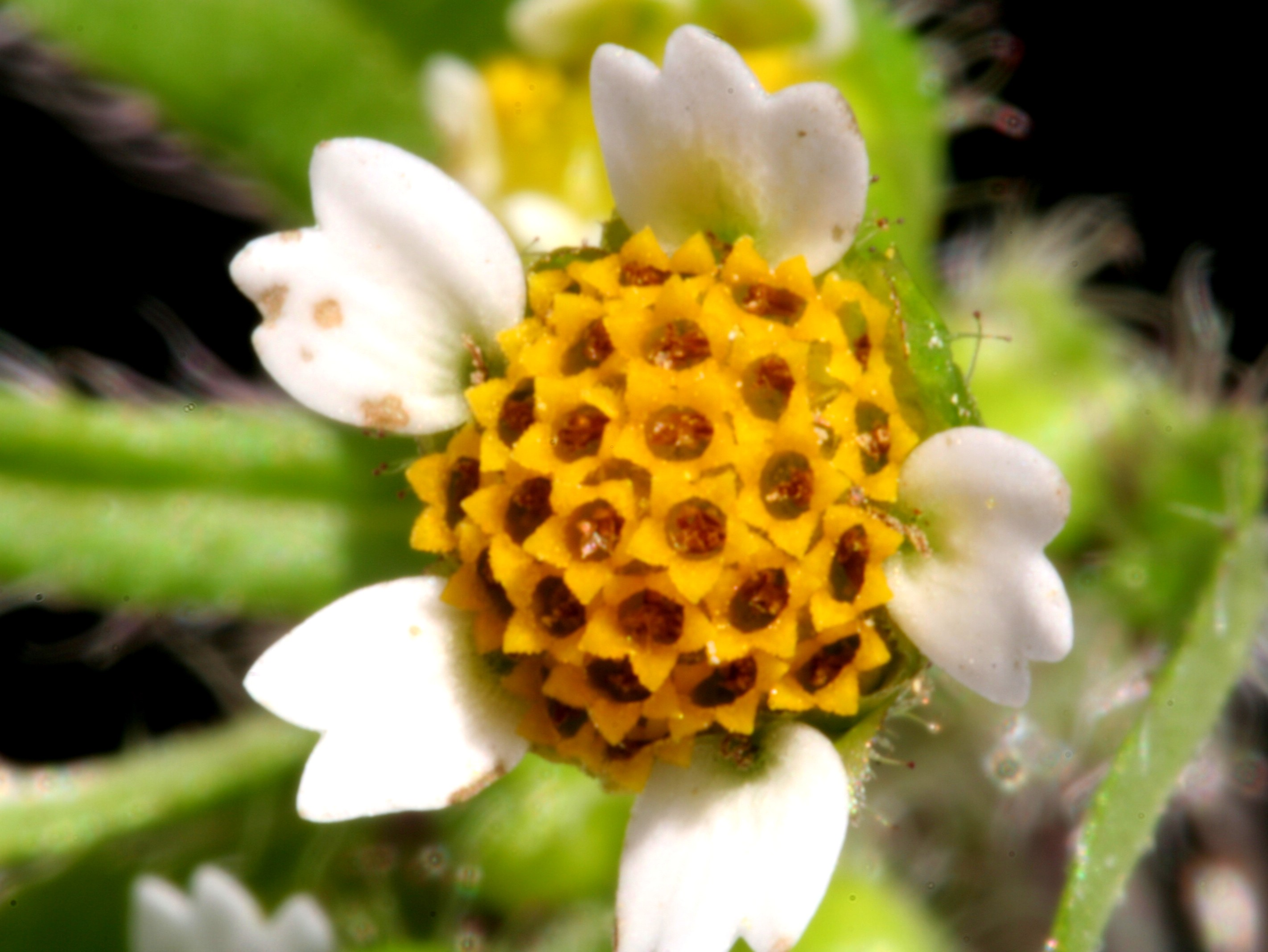
Galinsoga quadriradiata (Sottotribù Galinsoginae)
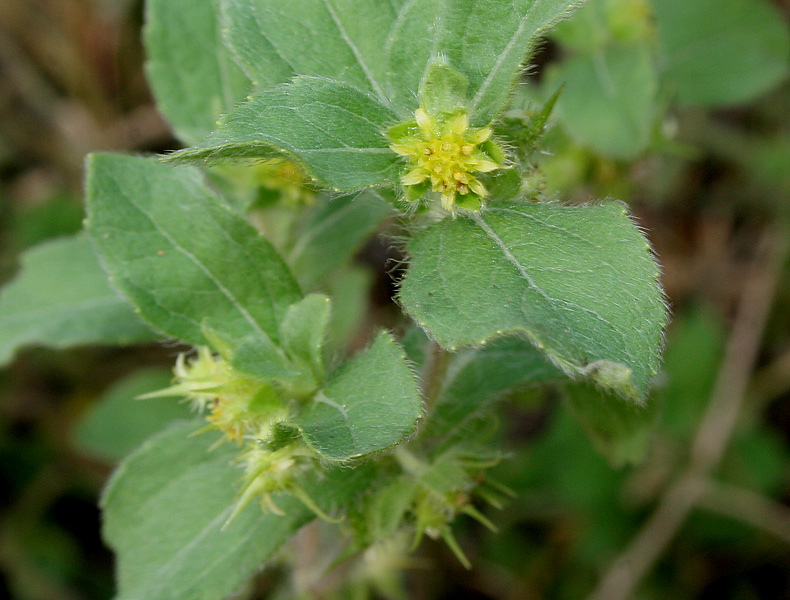
Acanthospermum hispidum (Sottotribù Melampodiinae)
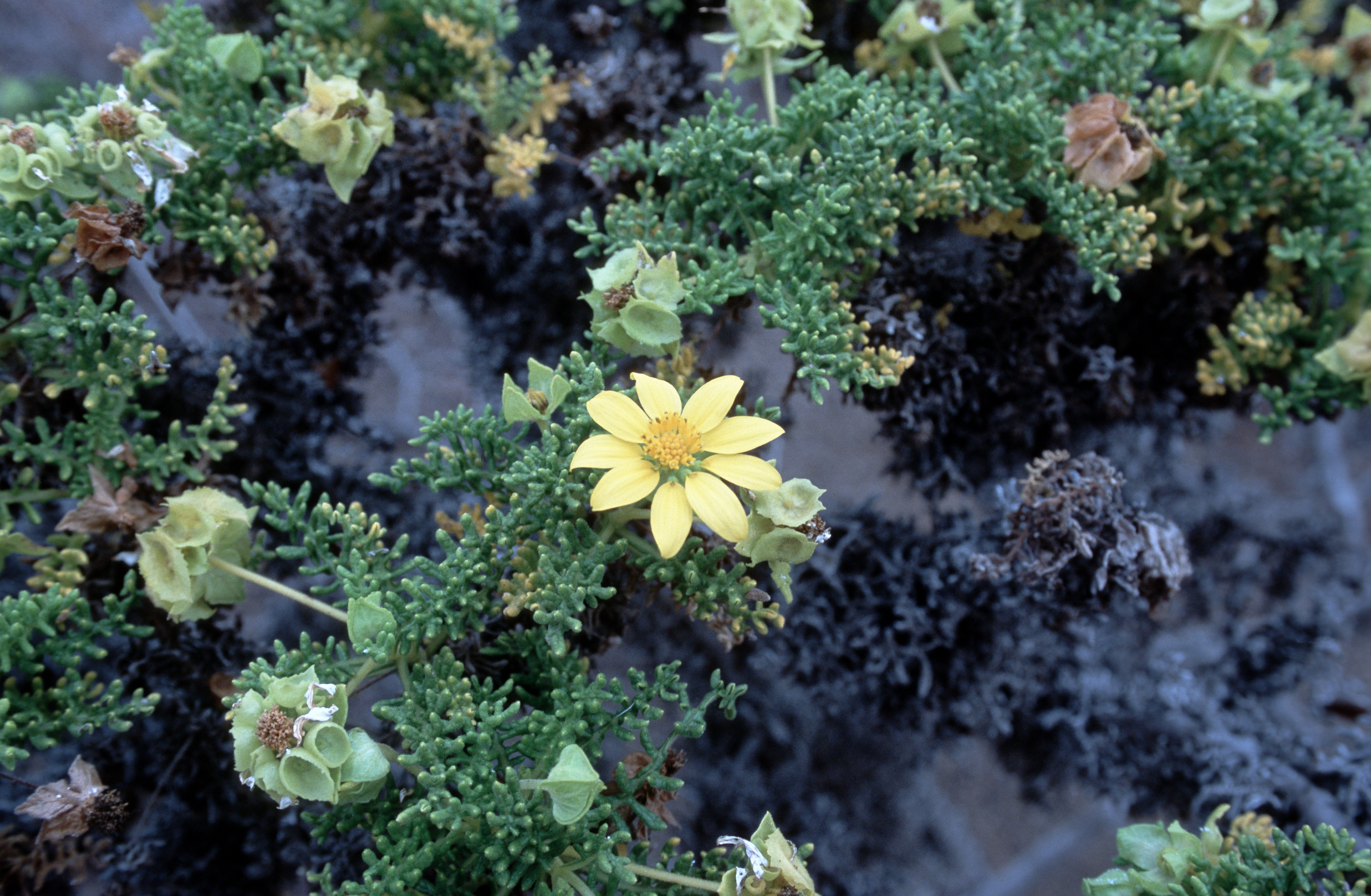
Lecocarpus pinnatifidus (Sottotribù Melampodiinae)
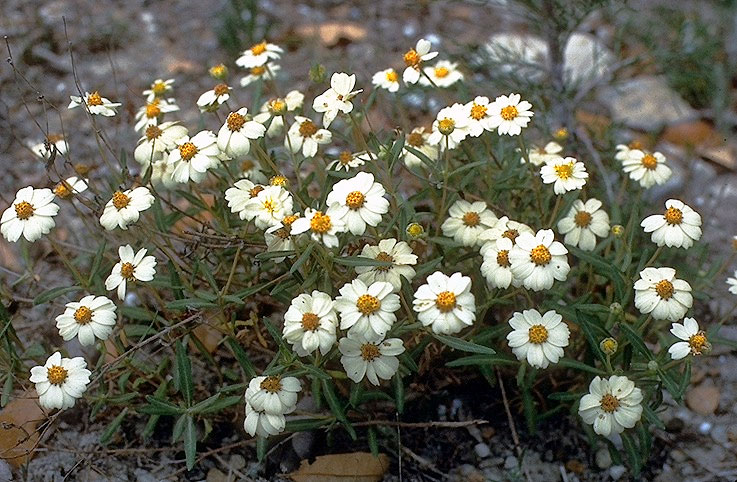
Melampodium cinereum (Sottotribù Melampodiinae)
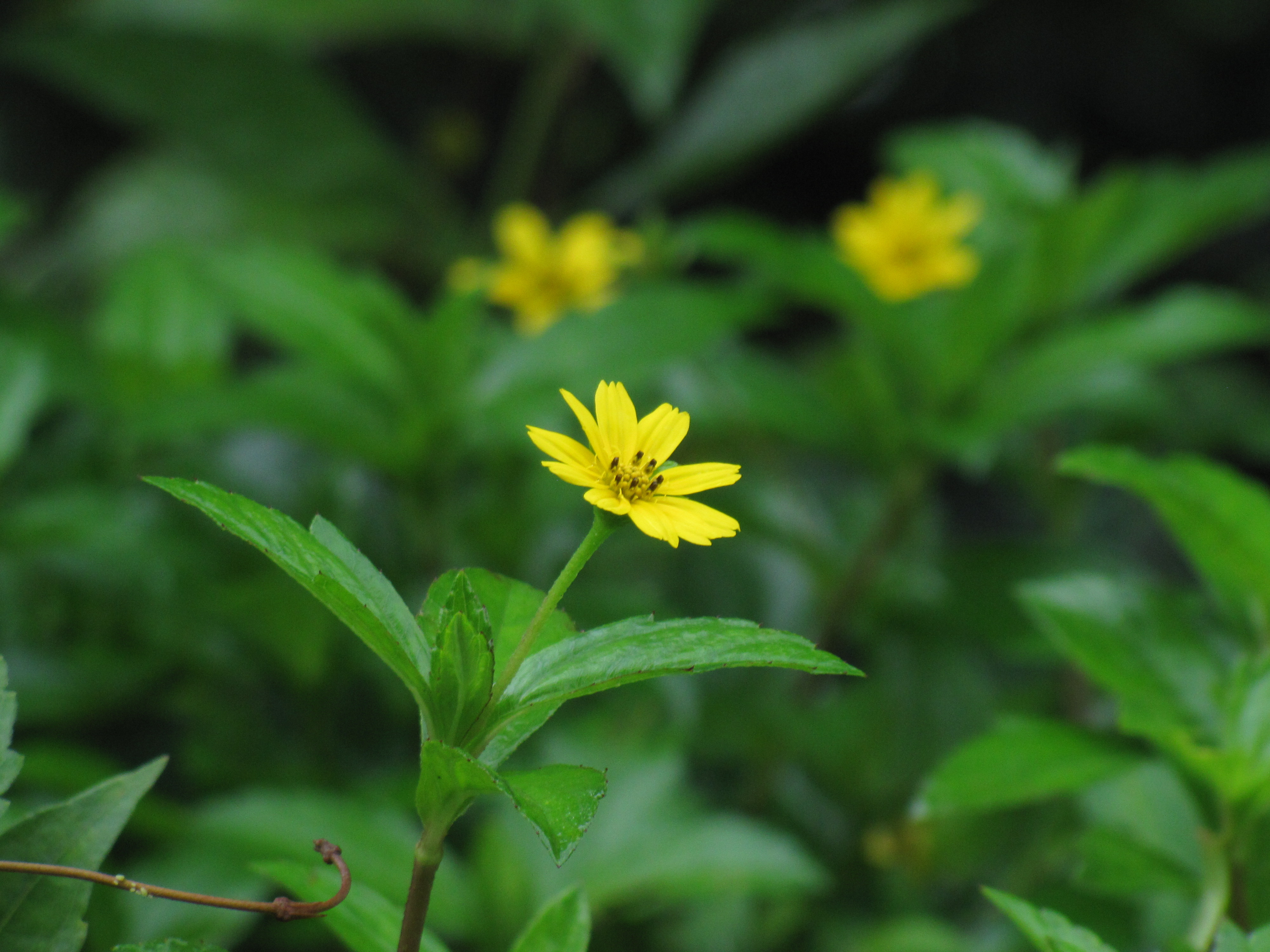
Melampodium paludosum (Sottotribù Melampodiinae)
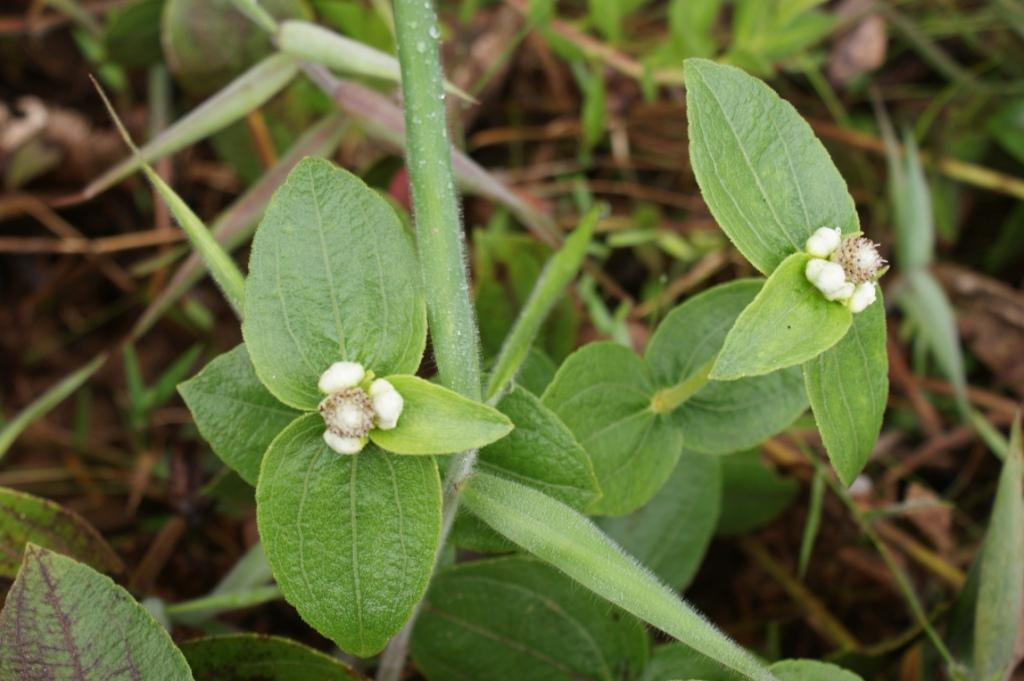
Ichthyothere elliptica (Sottotribù Milleriinae)
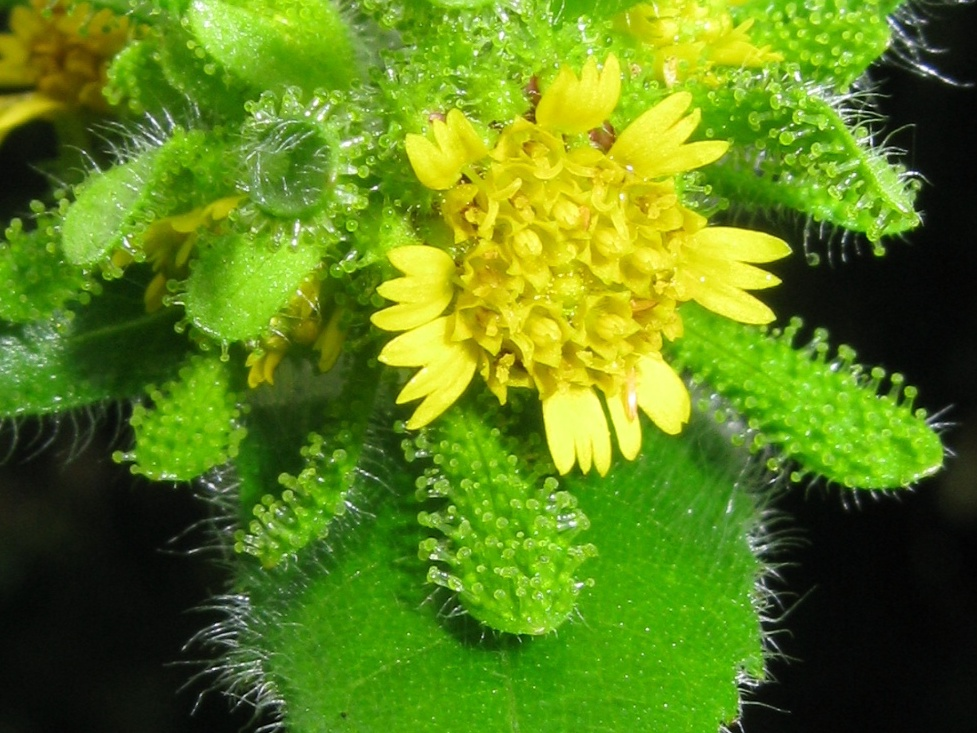
Sigesbeckia pubescens (Sottotribù Milleriinae)
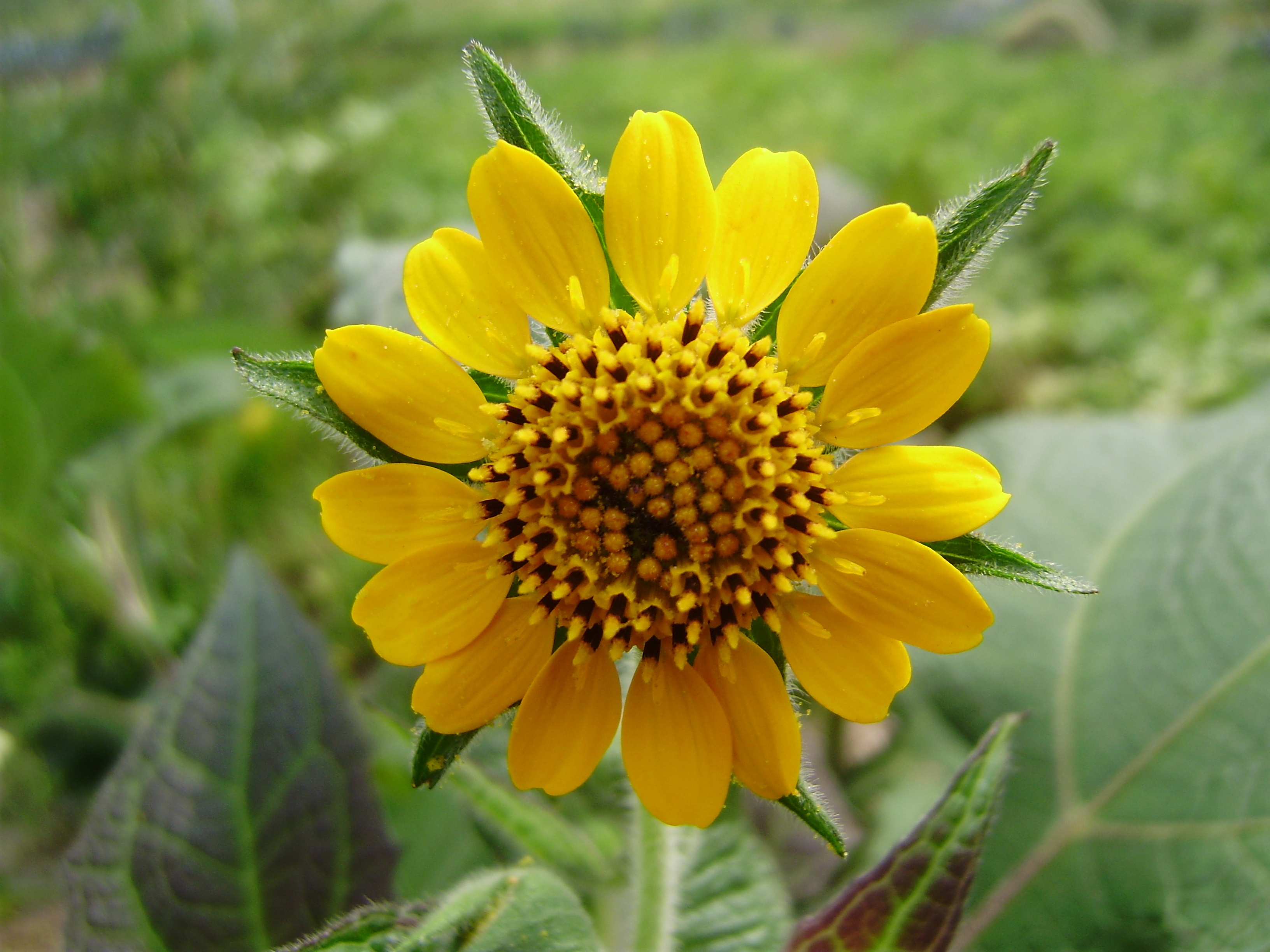
Smallanthus sonchifolius (Sottotribù Milleriinae)